# Colombo (Paraná)
Colombo es un municipio brasileño del estado de Paraná. Se localiza a una latitud de 25º17'30" sur y a una longitud de 49º13'27" oeste, estando a una altitud de 1.027 metros sobre el nivel del mar. Su población estimada en 2006 era de 231.787 habitantes, en una superficie de 159,14 km². Está a 19 kilómetros de la capital del estado, la ciudad de Curitiba. Con respecto a su economía, la agricultura es muy importante y se cultivan uvas, coliflores, tomates, y chayotes.